# 筥陶司
筥陶司（きょとうし）は律令制において宮内省に属する機関の一つである。和訓は「はこすえのつかさ」。大宝令では「筥笥司」と呼ばれていたのではないかともいわれている。

## 職掌
筥陶司は陶器・木器・箱など、主に食器類・容器類の管理・生産を職掌とする。「筥」は竹でつくられた円い箱であると考えられ､雑戸である筥戸が木器・竹器類の生産にあたった。ただし､陶器に関しては特別な雑戸は付属していない。
律令制以前には陶作部（すえつくりべ）として存在していたことが分かっているが、陶器の生産技術の広まりによるものか、後世においては祭祀などに使う特殊な器を除いて官で陶器の生産を行うことはほとんど無くなったと考えられ、陶作部が律令制のもとでどうなったかも定かではない。現存する公文書や『令集解』における明法家の説からは、祭祀に使う特殊な陶器を除いた宮中及び官司で用いられる陶器類は調・年料雑器による貢納や正税交易（正税を用いた調達）によって賄われ、筥陶司は中央に集められた陶器の管理・出納業務のみを行っていたと考えられている。
大同3年（808年）大膳職に併合された。

## 職員
- 正（従六位上相当）一名
- 佑（正八位下相当）一名
- 令史（少初位上相当）一名

- 使部　六名
- 直丁　一名

- 筥戸　百九十七戸